# Саган-Нур
Саган-Нур (рос. Саган-Нур) — селище Мухоршибірського району, Бурятії Росії. Входить до складу Сільського поселення Саганнурського.
Населення —  3975 осіб (2015 рік). 